# Rejon sribniański
Rejon sribniański – jednostka administracyjna wchodząca w skład obwodu czernihowskiego Ukrainy.
Rejon utworzony w 1923, ma powierzchnię 579 km² i liczy około 15 tysięcy mieszkańców. Siedzibą władz rejonu jest Sribne.
Na terenie rejonu znajdują się 2 osiedlowe rady i 11 silskich rad, obejmujących w sumie 28 wsi.